# Acontius australis
Acontius australis là một loài nhện trong họ Cyrtaucheniidae. Loài này phân bố ờ Argentina.